# Georges Atlas
Georges Atlas (14 de agosto de 1926 – 26 de febrero de 1996) fue un actor teatral, cinematográfico y televisivo de nacionalidad francesa. 
Nacido en Ginebra, Suiza, tuvo una dilatada actividad como actor de voz. Falleció en Boulogne-Billancourt, Francia.

## Teatro
- 1951 : Survivre, de Michel Philippot, escenografía de Émile Dars, Théâtre des Noctambules
- 1957 : Phi-Phi, de Albert Willemetz y Fabien Sollar, escenografía de Georges Atlas, Théâtre des Bouffes-Parisiens
- 1958 : L’Amour des quatre colonels, de Peter Ustinov, escenografía de Jean-Pierre Grenier, Teatro del Ambigu-Comique
- 1958 : Doce hombres sin piedad, de Reginald Rose, escenografía de Michel Vitold, Théâtre de la Gaîté-Montparnasse
- 1960 : Ana d'Eboli, de Pierre Ordioni, escenografía de Pierre Valde, Théâtre Tristan-Bernard
- 1961 : L'Annonce faite à Marie, de Paul Claudel, escenografía de Pierre Franck, Théâtre de l'Œuvre
- 1964 : Jo, de Claude Magnier, escenografía de Jean-Pierre Grenier, Théâtre des Nouveautés
- 1969 : Un jour j'ai rencontré la vérité, de Félicien Marceau, escenografía de André Barsacq, Théâtre des Célestins
- 1970 : Doce hombres sin piedad, de Reginald Rose, escenografía de Michel Vitold, Théâtre Marigny
- 1972 : Histoire d'un détective, de Sidney Kingsley, escenografía de Jean Meyer, Théâtre des Célestins
- 1972 : Mais qu'est-ce qui fait courir les femmes la nuit à Madrid ?, a partir de Pedro Calderón de la Barca, escenografía de Maurice Ducasse, Festival du Marais, 1973 : Théâtre de l'Athénée
- 1978 : La Brise-l'âme, de Robert Pouderou, escenografía de Gilles Atlan, Théâtre de l'Œuvre
- 1981 : No habrá guerra de Troya, de Jean Giraudoux, escenografía de Jean Meyer, Théâtre des Célestins
- 1982 : Amadeus, de Peter Shaffer, escenografía de Roman Polanski, Théâtre Marigny
- 1983 : El burgués gentilhombre, de Molière, escenografía de Jean Meyer, Théâtre des Célestins

## Filmografía

### Cine
- 1957 : Méfiez-vous fillettes
- 1958 : Les Misérables
- 1960 : La Chatte sort ses griffes
- 1966 : La gran juerga
- 1969 : Trois hommes sur un cheval
- 1971 : Un cave
- 1978 : La Carapate
- 1982 : Te marre pas ... c'est pour rire !
- 1987 : La Rumba

### Televisión
- 1960 : Cyrano de Bergerac
- 1970 : Au théâtre ce soir : Doce hombres sin piedad
- 1971 : Quentin Durward
- 1972 : Au théâtre ce soir : Histoire d'un détective
- 1973 : Le Cauchemar de l'aube
- 1973 : Les Mohicans de Paris
- 1974 : Le commissaire est bon enfant
- 1975 : Les Enquêtes du commissaire Maigret, episodio Maigret hésite, de Claude Boissol
- 1975 : Les Mohicans de Paris
- 1976 : Ces beaux messieurs de Bois-Doré
- 1976 : Nick Verlaine ou Comment voler la Tour Eiffel, episodio La Fille de l'air
- 1977 :  Le Passe-muraille
- 1977 : Banlieue Sud-Est
- 1979 : Les Insulaires
- 1979 : La Mouette
- 1979 : Histoires de voyous: L'élégant
- 1980 : L'Aéropostale, courrier du ciel
- 1980 : Jean SansTerre
- 1980 : Les Amours du bien-aimé
- 1995 : L'Amour tagué

## Actor de voz
A lo largo de su carrera, Georges Atlas dio voz a un gran número de actores, integrantes del reparto de producciones tanto cinematográficas como televisivas. Algunos de ellos fueron Lee Van Cleef, Will Sampson, Rodolfo Acosta, Val Avery, Rip Torn, Dan George, Richard Kiel, Robert Loggia, Steve Rackman, Brion James, Dooley Wilson, Danny Green, Frank Gerstle, Tom Munro, Renato Baldini, Richard Harris, Raf Baldassare, Josip Elic, Ernest Borgnine, James Griffith, Don Francks, Ted Cassidy, Michael Pate, George Savalas, Ron Haddrick, Pat Buttram, etc.
Además, como actor de voz, Atlas trabajó en el doblaje de diferentes películas de animación:
- 1941 : Dumbo, de Ben Sharpsteen
- 1951 : Alicia en el país de las maravillas
- 1955 : La dama y el vagabundo
- 1961 : 101 dálmatas
- 1969 : Tintín en el templo del sol
- 1970 : Aladin et la Lampe merveilleuse
- 1971 : Lucky Luke
- 1972 : Tintín y el lago de los tiburones
- 1974 : Robin Hood
- 1976 : Las doce pruebas de Astérix
- 1976 : La Flûte à six schtroumpfs
- 1978 : La Ballade des Dalton
- 1978 : El Señor de los Anillos
- 1982 : The Secret of NIMH
- 1982 : Les Maîtres du temps
- 1984 : Le Secret des Sélénites
- 1986 : Astérix en Bretaña
- 1986 : An American Tail
- 1986 : Shenron no Densetsu
- 1987 : Top Cat and the Beverly Hills Cats
- 1988 : Makafushigi Daibōken
- 1988 : Oliver y su pandilla
- 1992 : FernGully: Las Aventuras de Zak y Crysta

Georges Atlas dobló, igualmente, a varios personajes de series televisivas de animación:
- 1978 : UFO Robo Grendizer
- 1978 : Saint Seiya
- 1980 : Hoero ! Bun Bun
- 1982 : Uchū Keiji Gavan
- 1986 : Inspector Gadget
- 1988 : Dragon Ball
- 1989 : Babar
- 1990 : Dragon Ball Z
- 1991 : The Little Engine That Could